# Charles Vagnat
Charles Vagnat est un homme politique français, né le 4 novembre 1851 à Briançon (Hautes-Alpes) et mort le 23 décembre 1914 à Paris.
Médecin à Briançon, il est conseiller municipal en 1885 et maire de Briançon en 1897. Il est également conseiller général en 1885. Il est sénateur des Hautes-Alpes de 1900 à 1914, inscrit au groupe de la Gauche démocratique. Il s'occupe des questions sanitaires. Il est secrétaire du Sénat de 1909 à 1912.

## Sources
- « Charles Vagnat », dans le Dictionnaire des parlementaires français (1889-1940), sous la direction de Jean Jolly, PUF, 1960 [détail de l’édition]
- Sa fiche sur le site du Sénat